# Australian Open 1971
Die 59. Australian Open 1971 waren ein Tennis-Rasenplatzturnier der Klasse Grand Slam, das von der ILTF veranstaltet wurde. Es fand vom 8. bis 14. Januar in Sydney, Australien statt.
Titelverteidiger im Einzel waren Arthur Ashe bei den Herren sowie Margaret Court bei den Damen. Im Herrendoppel waren Bob Lutz und Stan Smith, im Damendoppel Margaret Court und Judy Dalton die Titelverteidiger.

## Herreneinzel

### Setzliste
| Nr. | Spieler       | Erreichte Runde |
| --- | ------------- | --------------- |
| 01. | Rod Laver     | Achtelfinale    |
| 02. | Ken Rosewall  | Sieg            |
| 03. | John Newcombe | Achtelfinale    |
| 04. | Tony Roche    | Achtelfinale    |
| 05. | Arthur Ashe   | Finale          |
| 06. | Tom Okker     | Halbfinale      |
| 07. | Roy Emerson   | Viertelfinale   |
| 08. | Andrés Gimeno | 2. Runde        |

| Nr. | Spieler          | Erreichte Runde |
| --- | ---------------- | --------------- |
| 09. | Roger Taylor     | Achtelfinale    |
| 10. | Dennis Ralston   | Achtelfinale    |
| 11. | Nikola Pilić     | 2. Runde        |
| 12. | Fred Stolle      | Achtelfinale    |
| 13. | Cliff Drysdale   | Viertelfinale   |
| 14. | Marty Riessen    | Viertelfinale   |
| 15. | Ismail El Shafei | Achtelfinale    |
| 16. | Mark Cox         | Viertelfinale   |

## Dameneinzel
Für Court war es der 10. Grand-Slam-Erfolg bei den Australian Open und ihr 21. Grand-Slam-Titel ihrer Karriere.
Nach einem Freilos in der ersten Runde gewann Court im Achtelfinale gegen Patricia Coleman mit 6:1, 6:1. Im Viertelfinale schlug sie die an Position #8 gesetzte Helen Gourlay mit 6:4, und 6:0. Auch im Halbfinale behielt sie ihre Dominanz und gewann in zwei glatten Sätzen mit 6:0 und 6:3 gegen Lesley Hunt. Erst im Finale stieß sie auf mehr Gegenwehr, das sie gegen Evonne Goolagong mit 2:6, 7:6 und 7:5 gewinnen konnte.

### Setzliste
| Nr. | Spielerin        | Erreichte Runde |
| --- | ---------------- | --------------- |
| 01. | Margaret Court   | Sieg            |
| 02. | Evonne Goolagong | Finale          |
| 03. |                  |                 |
| 04. | Gail Chanfreau   | 1. Runde        |

| Nr. | Spielerin     | Erreichte Runde |
| --- | ------------- | --------------- |
| 05. | Patti Hogan   | Achtelfinale    |
| 06. | Kerry Harris  | 1. Runde        |
| 07. | Winnie Shaw   | Halbfinale      |
| 08. | Helen Gourlay | Viertelfinale   |

## Herrendoppel

### Setzliste
| Nr. | Paarung                  | Erreichte Runde |
| --- | ------------------------ | --------------- |
| 01. | John Newcombe Tony Roche | Sieg            |
| 02. | Roy Emerson Rod Laver    | Viertelfinale   |
| 03. | Ken Rosewall Fred Stolle | Viertelfinale   |
| 04. | Tom Okker Marty Riessen  | Finale          |

| Nr. | Paarung                     | Erreichte Runde |
| --- | --------------------------- | --------------- |
| 05. | Arthur Ashe Dennis Ralston  | Halbfinale      |
| 06. | Bill Bowrey Owen Davidson   | Viertelfinale   |
| 07. | Andrés Gimeno Roger Taylor  | 1. Runde        |
| 08. | Cliff Drysdale Greg Perkins | 1. Runde        |

## Damendoppel

### Setzliste
| Nr. | Paarung                         | Erreichte Runde |
| --- | ------------------------------- | --------------- |
| 01. | Margaret Court Evonne Goolagong | Sieg            |
| 02. | Patricia Coleman Winnie Shaw    | Halbfinale      |
| 03. | Helen Gourlay Kerry Harris      | Halbfinale      |
| 04. | Joy Emerson Lesley Hunt         | Finale          |

## Mixed
Zwischen 1970 und 1986 wurden keine Mixed-Wettbewerbe bei den Australian Open ausgetragen.